# Галанин, Михаил Дмитриевич
Михаи́л Дми́триевич Гала́нин (7 февраля 1915, Москва, Российская империя — 3 мая 2008) — советский и российский учёный-физик, член-корреспондент РАН, профессор МФТИ.

## Краткая биография
Родился в Москве 7 февраля 1915 года. В 1938 году окончил физический факультет МГУ. C 1938 года начал свою работу в ФИАН, где и проработал до конца своей жизни (с перерывом на службу в армии). В ноябре 1939 года был призван в Красную Армию и участвовал в Великой Отечественной войне. Восстановлен в аспирантуре ФИАН в сентябре 1945 года под научным руководством С. И. Вавилова и в 1948 году защитил кандидатскую диссертацию. С 1948 года преподавал в МФТИ, работал на кафедре общей физики, а с 1969 года по 1989 год был руководителем новой кафедры квантовой радиофизики.
В 1984 году избран в члены-корреспонденты АН СССР (с 1991 года — член-корреспондент РАН).
Похоронен в Москве на Николо-Архангельском кладбище.

## Награды и премии
- Орден Красной Звезды[3]
- Медаль «За боевые заслуги»[4]
- Медаль «За оборону Кавказа»[3]
- Заслуженный деятель науки РСФСР
- Золотая медаль имени С. И. Вавилова (1976)
- Золотая медаль имени П. Н. Лебедева (2001)